# 구글 독스 편집기

구글 독스 편집기(Google Docs Editors)는 구글 드라이브 서비스 내에서 구글이 제공하는 웹 기반 생산성 오피스 제품군이다. 제품군에는 구글 문서도구(워드 프로세서), 구글 시트(스프레드시트), 구글 슬라이드(프레젠테이션 소프트웨어), 구글 드로잉(벡터 드로잉 프로그램), 구글 설문지(온라인 양식, 퀴즈 및 설문조사), 구글 사이트(그래픽 웹사이트 편집기), 및 구글 킵(메모 작성 애플리케이션)이 포함된다. 2019년에 중단될 때까지 구글 퓨전 테이블도 포함되었다.
구글 독스 편집기 제품군은 개인 구글 계정이 있는 사용자가 웹 애플리케이션, 안드로이드 및 iOS용 모바일 앱 세트, 구글 크롬OS용 데스크톱 애플리케이션을 통해 무료로 사용할 수 있다.

## 같이 보기
- 오피스 제품군 비교
- 마이크로소프트 오피스
- 마이크로소프트 365
- 아이워크